# Newsランナー
『newsランナー』（ニュースランナー）は、関西テレビ（カンテレ）で2023年4月3日から平日夕方に生放送されているニュース・情報ワイド番組。
このページでは、週末版の関西ローカル枠（番組全体は『Live  News イット!』を参照）と月・水 - 土曜に放送のスポットニュース版の『newsランナープラス』についても触れる。

## 概要
2017年4月から2023年3月まで放送された『報道ランナー』の後継番組として放送を開始。関西テレビのスポーツアナウンサーで、木曜日に『報道ランナー』のコーナーを担当していた吉原功兼を、初代のメインキャスターに起用した。吉原が報道番組のメインキャスターをレギュラーで担当することは初めてで、当番組の開始を機に、長年携わってきたスポーツの担当から離脱している。
吉原を支えるキャスター陣には、『報道ランナー』にも出演していた竹上萌奈・橋本和花子に加えて、報道番組を本格的に担当していなかった谷元星奈を日替わりで起用。同番組が終了した時点でのメインキャスターからは、金曜日を担当していた坂元龍斗（いずれも関西テレビのアナウンサー）が「フィールドキャスター」専任で続投している。さらに、『報道ランナー』からコメンテーターや企画の一部を引き継ぐ一方で、関西ローカルニュースの放送枠を拡大している。
番組の開始に際しては、吉原の名前（功兼）を「コウケン」と読ませることにちなんで、「あなたの『知りたい（こと）』にコウケン（貢献）したい」というキャッチコピーが付けられた。そのうえで、「発信者の“顔が見える”」「関西で一番信頼される」ニュース番組になるべく、専門家や取材記者によるスタジオでの解説体制を充実。ニュースを解説するパートでは、「LINE上の番組公式アカウントへ寄せられた視聴者の質問から一部を紹介するとともに、その質問に対して、専門家や関西テレビ報道センターの『解説デスク』が可能な限り生放送で回答する」との取り組みがなされている。
2024年4月1日からは『Live News イット!』第2部のネットを開始（16:50 - 17:12頃の冒頭部分のみ）に伴い、スタートはお天気→案内から切り替えになった。コメンテーターも2人→1人に削減され、解説員の2人体勢に変更された。
2025年3月31日からは『Live News イット!』第1部のネットを開始に伴い16:50 - 19:00に放送時間を変更した。

## 出演者
特記事項がない者は、関西テレビアナウンサー。
| 月曜日                                                                | 火曜日           | 水曜日           | 木曜日           | 金曜日                        |
| メインキャスター                                                      | メインキャスター | メインキャスター | メインキャスター | メインキャスター              |
| --------------------------------------------------------------------- | ---------------- | ---------------- | ---------------- | ----------------------------- |
| 吉原功兼                                                              |                  |                  |                  |                               |
| 情報キャスター                                                        |                  |                  |                  |                               |
| 竹上萌奈                                                              | 竹上萌奈         | 竹上萌奈         | 谷元星奈         | 谷元星奈                      |
| ランスポキャスター                                                    |                  |                  |                  |                               |
| 橋本和花子                                                            | （なし）         | （なし）         | （なし）         | 橋本和花子                    |
| フィールドキャスター                                                  |                  |                  |                  |                               |
| 田中友梨奈                                                            | 秦令欧奈         | 田中友梨奈       | 秦令欧奈         | 秦令欧奈                      |
| 解説デスク                                                            |                  |                  |                  |                               |
| 神崎博（関西テレビ報道センター） 加藤さゆり（関西テレビ報道センター） |                  |                  |                  |                               |
| 気象予報士                                                            |                  |                  |                  |                               |
| 片平敦（気象予報士）                                                  |                  |                  |                  |                               |
| 企画コーナー担当                                                      |                  |                  |                  |                               |
|                                                                       |                  |                  |                  | 『兵動大樹の今昔さんぽ』      |
| （不在）                                                              | （不在）         | （不在）         | （不在）         | 兵動大樹（矢野・兵動）        |
| （不在）                                                              | （不在）         | （不在）         | （不在）         | 『見逃し厳禁!おっカネ～NEWS』 |
| （不在）                                                              | （不在）         | （不在）         | （不在）         | 藤本景子                      |

コメンテーター
- 鈴木哲夫（政治ジャーナリスト、元BS11報道局長）
- 安田洋祐（大阪大学大学院経済学研究科准教授）
- 太田昌克（共同通信社編集員）
- 菊地幸夫（弁護士）
- 藤井聡（京都大学大学院工学研究科教授）
- 安藤優子（ニュースキャスター、ジャーナリスト）
- 大空幸星（実業家・NPO法人あなたのいばしょ理事長）
- 山田啓二（元京都府知事、京都産業大学法学部教授・理事）
- 浜田敬子（ジャーナリスト）
- 柳澤秀夫（ジャーナリスト）
- 稲村和美（元尼崎市長）
- 丸岡いずみ（ニュースキャスター・フリーアナウンサー、松実高等学園顧問）
- 望月理恵（フリーアナウンサー）
- 松井一郎（元大阪府知事、元大阪市長）
- 萩谷麻衣子（弁護士）
- 森迫永依（俳優）
- ウスビ・サコ（教育者）
- 佐藤ゆかり（政治家）

## 過去の出演者
| 期間      | 期間      | メインキャスター | 情報キャスター | 情報キャスター | 情報キャスター |
| 期間      | 期間      | メインキャスター | 月曜・水曜     | 火曜           | 木曜・金曜     |
| --------- | --------- | ---------------- | -------------- | -------------- | -------------- |
| 2023.4.3  | 2023.9.29 | 吉原功兼         | 竹上萌奈       | 橋本和花子     | 谷元星奈       |
| 2023.10.2 | 現在      | 吉原功兼         | 竹上萌奈       | 竹上萌奈       | 谷元星奈       |

| 期間       | 期間       | ランスポキャスター | ランスポキャスター | フィールドキャスター | フィールドキャスター | コーナー担当 |
| 期間       | 期間       | 月曜・金曜         | 火曜 - 木曜        | 月・水曜             | 火・木・金曜         | 金曜         |
| ---------- | ---------- | ------------------ | ------------------ | -------------------- | -------------------- | ------------ |
| 2023.4.3   | 2024.9.27  | 橋本和花子         | （なし）           | 坂元龍斗             | 坂元龍斗             | （なし）     |
| 2024.9.30  | 2024.10.25 | 橋本和花子         | （なし）           | 田中友梨奈           | 秦令欧奈             | （なし）     |
| 2024.10.28 | 現在       | 橋本和花子         | （なし）           | 田中友梨奈           | 秦令欧奈             | 藤本景子     |

| 期間     | 期間 | 気象予報士 | 気象予報士 |
| 期間     | 期間 | レギュラー | 不定期     |
| -------- | ---- | ---------- | ---------- |
| 2023.4.3 | 現在 | 片平敦     | 浅田麻実   |

コメンテーター
- 安部敏樹（リディラバ代表） - 2023年12月25日で卒業
- なるみ - 2024年3月19日で卒業
- 田村淳（ロンドンブーツ1号2号） - 2024年3月20日で卒業[注 9]
- はるな愛 - 2024年3月25日で卒業
- 崔真淑（エコノミスト、執筆家） - 2024年3月26日で卒業
- バービー（フォーリンラブ）- 2024年3月27日卒業
- 犬山紙子（コラムニスト、エッセイスト、タレント） - 2024年3月28日卒業

企画コーナー担当
- 島田珠代 - 2023年12月19日で終了

## 主なコーナー

### 第1部コーナー
各曜日共通
- ランナーマガジン

『報道ランナー』時代から継続されているコーナーで、エンタメ、カルチャー、トレンドなどを紹介するコーナー。なお、放送回によっては、関西テレビのイベント宣伝や番宣告知のみの場合がある。
月曜日
- ランスポ

『報道ランナー』時代から継続されている、橋本和花子が登場し、プロ野球などのこの1週間の関西圏のスポーツトピックスと、主にアマチュアスポーツで活躍する選手・チームを橋本が取材した模様を放送している。コーナーロゴも前番組と同じのものを使用。番組開始当初は第2部で放送していたが、2024年10月からは第1部に移動した。
木曜日
- 菊地弁護士のニュースジャッジ

『報道ランナー』時代から継続されているコーナー。気になるニュースの話題を法律目線で菊地弁護士が解説するコーナー。
金曜日
- 見逃し厳禁!おっカネ～NEWS

2024年11月1日よりスタート。藤本景子が様々なニュースをお金目線でななめ読みするコーナー。

### 第2部コーナー
月・火曜日
- しらべてみたら

『Live News イット!』で放送されているコーナーを遅れ放送。
水曜日
- ホントのところ

2025年5月21日よりスタート。
木曜日
- 大東駿介の発見!てくてく学

2024年10月よりスタート。大東駿介による街ブラコーナー。
金曜日
- 兵動大樹の今昔さんぽ

『報道ランナー』時代から継続されているコーナー。リポーターの兵動大樹が関西の街かどの今と昔の風景を見比べながら散策するVTRコーナー。特別編として関西以外を取り上げた「今昔さんぽ 諸国漫遊記」も不定期で放送されている。また、2025年4月22日・5月6日・7月22日にはコーナー放送400回と10年目突入を記念して『Live News イット!』で東京編が放送された。
各曜日共通
- なにそれ!?ネットニュースランキング

ニュースサイト「FNNプライムオンライン」のアクセスランキングで上位に入ったネットニュースの中から、知られざるローカルネタを放送するコーナー。番組開始当初は第1部で放送していたが、2023年8月から第2部に移動。
- 片平さんのお天気図鑑

『報道ランナー』時代から継続されているコーナーで、天気予報本編で季節の話題や時々視聴者からのお便りを取り上げる。
視聴者投稿はFNN（フジテレビ報道局）の「FNNビデオPost」を経由して募集を募る。番組開始当初は第1部で放送していた。

### 不定期放送のコーナー
月曜日（不定期）
- 取材依頼 届きました

火曜日（不定期）
- 特命報道 ツイセキ

『報道ランナー』時代から継続されているコーナー。いろんな問題や話題を関テレ記者が徹底的に追及・追求・追究をする調査報道コーナー。番組開始から2024年9月までは毎週木曜日に放送されていた。
水曜日（不定期）
- 田村淳とワガミチさん

### 過去のコーナー
火曜日
- 頂リベンジャーズ

## 放送時間
| 期間     | 期間      | 放送時間（JST）        | 備考                          |
| -------- | --------- | ---------------------- | ----------------------------- |
| 2023.4.3 | 2025.3.28 | 15:45 - 19:00（195分） | [ 注 10 ] [ 注 11 ] [ 注 12 ] |
| 2025.4.1 | 現在      | 16:50 - 19:00（130分） | [ 注 13 ]                     |

## 重大ニュース・特別番組放送時の対応
- 重大ニュース発生の際は、近畿地方・徳島県で発生した場合は放送時間を大幅に前拡大する場合があるほか、それ以外の全国的な重大ニュースの場合は17時台を休止し、フジテレビ発の『イット!』を16:50または、15:45から時間拡大ネットする場合がある。
- プロ野球シーズン中、阪神タイガース戦のナイター中継がある日は18:09:30から野球中継を実施するため実質17:48終了の短縮放送となっている。ただし、雨天中止となった場合は通常通り19:00まで放送している。またFNS歌謡祭がある場合は18:30までとなっている。

### 関連番組
MCは吉原と曜日担当者、コメンテーターも通常通り。

#### 防災スペシャル
これまでの夕方の報道番組と同じく、毎年1月の放送では阪神・淡路大震災を前に16時台・17時台に防災スペシャルを放送。南海トラフ巨大地震をはじめとする災害対策を紹介する。なお、吉原は本番組開始後の2024年から、毎年1月17日の5:46前後に放送される阪神・淡路大震災復興関連・犠牲者追悼式典中継を行う震災特別番組『この瞬間に祈る』で進行とリポートを担当している。
- 2024年1月15日 15:45 - 17:48「newsランナー拡大SP! 巨大災害&激動の台湾そのときはニッポンは?」
- 2025年
  - 1月13日 15:45 - 17:48「newsランナー 震災30年 守りたい、だから伝える」
  - 「守りたい、だから伝える」というサブタイトルは、NHK大阪放送局と関西民放6社（毎日放送・朝日放送テレビ・関西テレビ・読売テレビ・テレビ大阪・サンテレビ）による共通テーマおよびプロジェクトであり、当番組もその参加番組の一つである。
  - 1月17日 15:45 - 17:48「newsランナー 震災30年 つなぐ未来へ」

#### 緊急特番
- 2023年8月15日 15:45 - 17:48「newsランナー拡大SP! 台風7号関連」

#### その他の特番
- 2023年4月5日 15:45 - 17:48「newsランナー拡大SP! 誰が次の大阪府知事となるのか… 候補者がスタジオに来て生討論!!」
  - ゲストは吉村洋文、谷口真由美、辰巳孝太郎、吉野敏明。
- 2023年11月23日 15:45 - 17:48「newsランナー拡大SP! 史上初 阪神&オリックス優勝同時パレードの舞台裏&V戦士生出演SP!」
  - スペシャル解説は糸井嘉男。ゲストは近本光司、木浪聖也、岩崎優、村上頌樹、宮城大弥、紅林弘太郎。
- 2023年12月27日 15:45 - 17:48「newsランナー年末SP!」
  - ゲストは吉村洋文。また、情報キャスターは竹上がインフルエンザ感染したため、橋本が出演した。コメンテーターの安藤優子はフランスエッフェル塔で問題をおこした松川るい、田村淳がジャニーズ問題を取材した。

## スポットニュース版
2023年4月3日より『報道ランナープラス』の後継番組として、スポットニュース『newsランナープラス』（ニュースランナープラス）を月・水 - 土曜日に編成（日曜を除く）。本番組では『newsランナー』同様にニューススタジオからニュースを伝える形になりテロップ類も左上に時刻表示がない以外は共通のものを使用している。なお、天気予報は前番組同様にニュースの後にCMを挟んで別枠で編成される。

### キャスター
- 服部優陽（月曜日）
- 堀田篤（水曜日）
- 川島壮雄（木曜日）
- 秦玲欧奈 ・田中友梨奈 （隔週交代）（金曜日）
- 豊田康雄（土曜日）

### 放送時間
- 月曜日・水曜日 - 土曜日 20:54 - 21:00

備考
- 火曜日は20:59 - 21:00に『newsランナー天気予報』のタイトルで天気予報のみ放送。自社制作番組『やすとも・友近のキメツケ!※あくまで個人の感想です』（20:00 - 20:59）放送に伴う措置である。
- 月曜日・水曜日・木曜日はレギュラー番組の放送時間拡大等により21時台に放送することがある。
- 通常時はフジテレビ制作である20時枠と21時枠が休止となり、2時間単発枠（旧:『金曜プレミアム』枠）が臨時に関西テレビ制作となる日（『さんまのまんまSP』放送日）には、同枠を臨時にフルネットで放送することから休止[注 14]。

## FNN Live News イット!（週末の夕方について）
- 週末の夕方ニュースは番組表に「FNN Live News イット!」（新聞ラテ欄では「[N]イット!」）と表記されており、当該番組とは一切関係をもっていない（『newsランナー』のニューススタジオと共用、ローカルニュースと天気予報を伝える）。

キャスター
- 竹上萌奈（土曜）
- 日曜は不定で、基本競馬中継に関係ない男性アナが担当している。

タイムテーブル
| 『FNN Live News イット!』 | 『FNN Live News イット!』 | 『FNN Live News イット!』 |
| 時刻                      | 内容                      | 備考 |
| ------------------------- | ------------------------- | --- |
| 17:30.00                  | 全国ニュース              | 全国ニュースパート。 |
|                           | イット!スポーツ           | 全国のスポーツニュース。 |
|                           | フラッシュニュース        | |
| 17:48.40                  | ローカルニュース          | 関西ローカルパート。全国ニュースで放送された関西エリアのニュースも、重大であれば再度放送することがある。テロップ等はフジテレビと同じもの。 |
| 17:53.00                  | 天気予報                  | 異常気象時は気象予報士が出演する場合がある。                                                                                               |
|                           | エンディング              | |
|                           | ENDクレジット             | エンディングテーマ曲はフジテレビと同じものを使用しているが、2024年4月以降は一世代前のテーマ曲を使用。                                      |